# 온리 유 (드라마)
《온리 유》는 2005년 6월 4일부터 2005년 7월 24일까지 방영된 SBS 주말 특별기획 드라마이다.

## 등장 인물

### 주요 인물
- 한채영 : 차은재 역
- 조현재 : 한이준 역
- 홍수현 : 지수연 역
- 이천희 : 정현성 역

### 그 외 인물
- 이병준 : 차진솔 역 - 은재의 아들
- 전혜빈 : 차수재 역
- 송옥숙 : 박미정 역
- 정원중 : 차성택 역
- 정욱 : 한승렬 역
- 정애리 : 희진 역
- 이아현 : 한이경 역
- 한상진
- 이소미